# Військова енциклопедія Ситіна
Військова енциклопедія Ситіна (рос. Военная энциклопедия Сытина) — поширена неофіційна назва багатотомної «Военной энциклопедии» (укр. Військової енциклопедії), виданої Іваном Дмитровичем Ситіним у 1911—1915 роках і в підсумку залишилася незакінченою.

## Історія видання
Видавалася книговидавничим товариством І. Д. Ситіна з 1911 по 1915 рік під редакцією полковника Генерального штабу В. Ф. Новицького. Через Першу світову війну і Жовтневу революцію видання залишилося незавершеним. Всього вийшло 18 томів, останнє слово 18-го тому — «Порт-Артур».
На одній із вклейок 18-го тому є декілька портретів, які призначалися для 19-го тому, причому під портретами вказані конкретні сторінки, на яких ці статті повинні були бути розміщені. Це говорить про те, що 19-й том був не тільки написаний, але і вже зверстаний.
Кожен том супроводжувався великою кількістю схем, географічних і топографічних карт, планів, портретів і малюнків.

## Склад редакції
У роботі над енциклопедією брала участь велика кількість провідних спеціалістів Росії, серед них особливо виділяються генерал-майор О. М. Апухтін, генерал-лейтенант М. М. Бородкін, генерал-майор Й. Й. Защук, капітан 2-го рангу П. І. Бєлавенець, полковник М. М. Затворницький, полковник П. М. Краснов, генерал-лейтенант О. П. Міхневич, полковник А. Є. Снєсарєв, капітан В. К. Судравський та інші.
Композиційно енциклопедія укладена за абеткою статей, однак укладачі виділили чотири головних відділи за змістом енциклопедії, і відповідно редакцію цих відділів очолювали:
- Перший відділ — відділ спеціальних військових знань — полковник В. Ф. Новицький, помічник редактора — полковник О. В. Геруа. Цей відділ займався висвітленням наступних областей військової справи: стратегія, тактика, військова історія, військова статистика, військова географія, військова топографія, виховання і навчання військ, відомості про збройні сили іноземних держав.
- Другий відділ — відділ військово-технічних знань і спеціальних родів військ — підполковник О. В. фон Шварц, його помічники — полковник Р. І. Башинський і М. Е. Духанін. Співробітники цього відділу готували статті про артилерію, стрільбу, балістику, вибухові речовини, матеріальну частину артилерії, ручну зброю, військово-інженерну справу, фортифікації, селянські війні, міни, електротехніку, повітроплавання, залізничну та автомобільну справи, військово-інженерну організацію російської армії та іноземних держав, інженерні частини.
- Третій відділ — спільних військових знань — полковник В. О. Апушкін, помічник редактора — полковник М. П. Вишняков. У віданні цього відділу перебувала підготовка статей про військову адміністрацію, військове право та законодавство, військовоме господарство та службу тилу, військово-санітарну справу, спорт та військову літературу. Також вони займалися складанням і написанням статей про видатних військових діячів і вчених, письменників, художників, які присвятили свої праці дослідженню питань, пов'язаних з військовою справою, і зображенню в літературі і мистецтві війни, військового побуту армії і флоту та їх героїв.
- Четвертий відділ — військово-морських знань — капітан 2-го рангу Г. К. фон Шульц, його помічники — полковник М. Л. Кладо і підполковник М. М. Кутєйников. Тут була зосереджена робота стосовно статей, присвячених всім областям військово-морської справи.

## Зміст томів
Вихідні дані томів указані відповідно до титульних аркушів. Зміст томів (виділений курсивом) на титульних аркушах не зазначений.
- Том 1 [Архівовано 19 лютого 2020 у Wayback Machine.] А (метка английского Ллойда) — Алжирия. СПб., 1911 (на обкладинці вказаний 1910 рік)
- Том 2 [Архівовано 26 жовтня 2017 у Wayback Machine.] Алжирские экспедиции — Аракчеев, Алексей Андреевич. СПб., 1911 (на обкладинці вказаний 1910 рік)
- Том 3 [Архівовано 26 жовтня 2017 у Wayback Machine.] Аральская флотилия — Афонское сражение. СПб., 1911
- Том 4 [Архівовано 26 жовтня 2017 у Wayback Machine.] Б (Blanc) порох — Бомарзунд. СПб., 1911
- Том 5 [Архівовано 4 червня 2017 у Wayback Machine.] Бомбарда — Верещагин, Александр Васильевич. СПб., 1911
- Том 6 [Архівовано 16 жовтня 2017 у Wayback Machine.] Верещагин, Василий Васильевич — Воинская повинность. СПб., 1912
- Том 7 [Архівовано 2 липня 2020 у Wayback Machine.] Воинские начальники уездные — Гимнастика военная. СПб., 1912
- Том 8 [Архівовано 12 жовтня 2017 у Wayback Machine.] Гимры — Двигатели судовые. СПб., 1912
- Том 9 [Архівовано 21 вересня 2017 у Wayback Machine.] Двинский 91-й пехотный полк — Елец, Юлий Лукианович. СПб., 1912
- Том 10 [Архівовано 6 липня 2017 у Wayback Machine.] Елизавета Петровна — Инициатива. СПб., 1912
- Том 11 [Архівовано 30 серпня 2019 у Wayback Machine.] Инкерман — Кальмар-зунд. СПб., 1913
- Том 12 [Архівовано 9 вересня 2017 у Wayback Machine.] Кальяри — Кобелев, Александр Павлович. СПб., 1913
- Том 13 [Архівовано 22 жовтня 2017 у Wayback Machine.] Кобленц — Круз, Александр Иванович. СПб., 1913
- Том 14 [Архівовано 4 липня 2017 у Wayback Machine.] Круковский, Феликс Антонович — Линта. СПб., 1914
- Том 15 [Архівовано 6 липня 2017 у Wayback Machine.] Линтулакс — Минный отряд Балтийского флота. СПб., 1914
- Том 16 [Архівовано 5 березня 2016 у Wayback Machine.] Минный офицерский класс — Нисса. СПб., 1914
- Том 17 [Архівовано 29 жовтня 2017 у Wayback Machine.] Нитроглицерин — Патруль. Пг., 1914
- Том 18 [Архівовано 10 червня 2017 у Wayback Machine.] Паукер, Герман Егорович — Порт-Артур. Пг., 1915